# (6205) Menottigalli
(6205) Menottigalli est un astéroïde de la ceinture principale.

## Description
(6205) Menottigalli est un astéroïde de la ceinture principale. Il fut découvert le 17 juillet 1983 à la station Anderson Mesa par Edward L. G. Bowell. Il présente une orbite caractérisée par un demi-grand axe de 2,36 UA, une excentricité de 0,23 et une inclinaison de 13,8° par rapport à l'écliptique.

## Compléments